# Dimitrie Nistor
Dimitrie Nistor (n. 21 aprilie 1890, Burjuc, România – d. 2 iunie 1963, Botoșani, România) a fost un avocat și preot ortodox român. A deținut pe rînd funcțiile de consilier cultural al municipiului Timișoara, secretar general al orașului, ajutor de primar, iar din 1924 avocat-șef al Timișoarei. Între 1927 și 1928 a fost deputat în Parlamentul României din partea Partidului Național Liberal și pretor în plasa Buziaș, iar între anii 1933 și 1937 a fost prefect al județului Timiș-Torontal. Între 2 noiembrie 1944 și 18 februarie 1945 a fost Subsecretar de stat în Ministerul de Interne.
În perioada când a fost prefect al județului s-a îngrijit de ridicarea unor numeroase instituții: 26 de biserici, 14 spitale, 40 de școli românești și 8 case naționale. Un rol important l-a avut de asemenea în demararea lucrărilor de
construcție la Catedrala Ortodoxă din Timișoara.

## Tinerețe
A studiat la Colegiul Kun din Orăștie și la Liceul românesc din Brașov. A urmat cursuri de drept la Budapesta, unde în 1914 a obținut și titlul de doctor în drept. Întors în țară a studiat la Institutul Teologic din Sibiu și apoi la Caransebeș. În același timp cu studiile teologice a urmat cursurile Școlii Militare de Ofițeri de Rezervă.

## Distincții
În perioada interbelică Dimitrie Nistor a fost răsplătit cu 
- Ordinul „Coroana României” în grad de ofițer (1923)
- „Steaua României” în grad de ofițer (1927)
- Crucea „Meritul Sanitar” (1936)

## Anii de persecuție comunistă
În noaptea de 5/6 mai 1950, Noaptea demnitarilor, a fost arestat de autoritățile comuniste și dus la Securitatea din București, unde avea să rămână cinci ani, pînă la 22 decembrie 1955, data transferului la Securitatea din Timișoara. În urma unui proces nedrept, în care era acuzat de „activitate intensă de reprimare a organizațiilor comuniste” și la care martorii apărării nu au putut să dea decât declarații prealabile Securității, a fost condamnat la 6 ani detenție grea și confiscarea averii personale. A fost eliberat la 3 mai 1956.
După numai doi ani, la 9 mai 1958, a fost arestat din nou sub acuzația că a sprijinit activitatea organizației „Sumanele negre”. Era de fapt o confuzie de nume cu Ion Nistor. Colegiul Militar al Tribunalului Suprem l-a condamnat la muncă silnică pe viață. Pedeapsa i s-a comutat, cinic, la 25 de ani de temniță. Avea să fie închis în penitenciarele Jilava, Galați și Botoșani.
Dimitrie Nistor s-a stins în urma unei boli grele la 12 iunie 1963, la vârsta de 73 de ani, pe când era închis la penitenciarul de la Botoșani.